# Nai sừng xám
Nai sừng xám hay còn gọi là Nai sừng xám Bắc Mỹ (tên khoa học: Cervus canadensis) là một trong những loài lớn nhất thuộc họ Hươu nai trên thế giới và là một trong những lớp thú lớn nhất ở Bắc Mỹ và Đông Á. Loài này được tin rằng thuộc phân loài của hươu đỏ châu Âu (Cervus elaphus), nhưng các bằng chứng từ một nghiên cứu năm 2004 cho thấy ti thể DNA của loài này khác hẳn hươu đỏ châu Âu. Ngoài nai sừng tấm, thành viên khác duy nhất của họ Hươu có thể cạnh tranh với nai sừng tấm về mặt kích thước là loài nai Nam Á (Rusa unicolor). Khu vực sinh sống của hươu Bắc Mỹ là ở trong rừng và môi trường sống ở bìa rừng. Chúng ăn cỏ, cây bụi, lá cây và vỏ cây. Thiên địch của loài nai này chính là sói xám.

## Hình ảnh

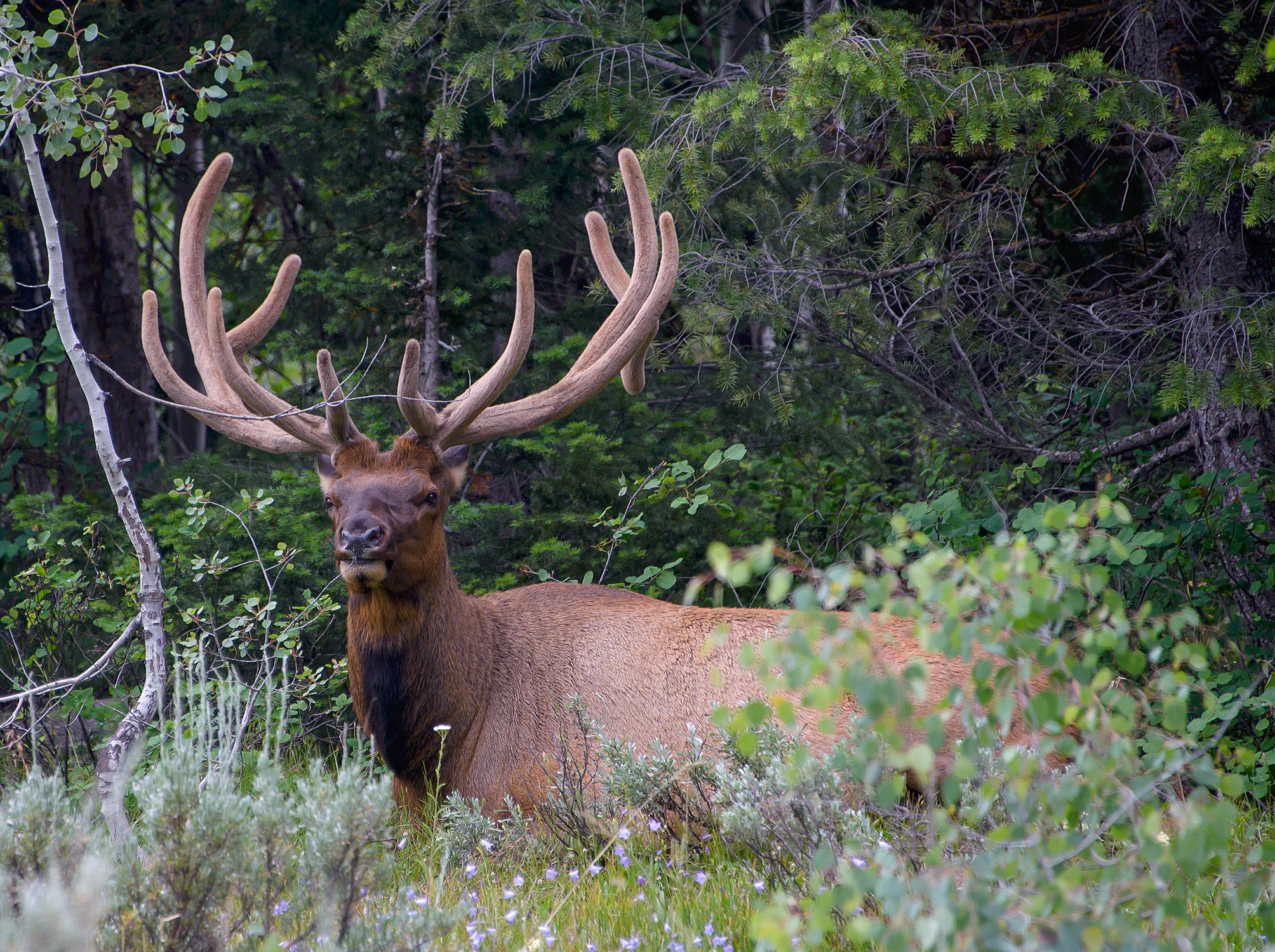
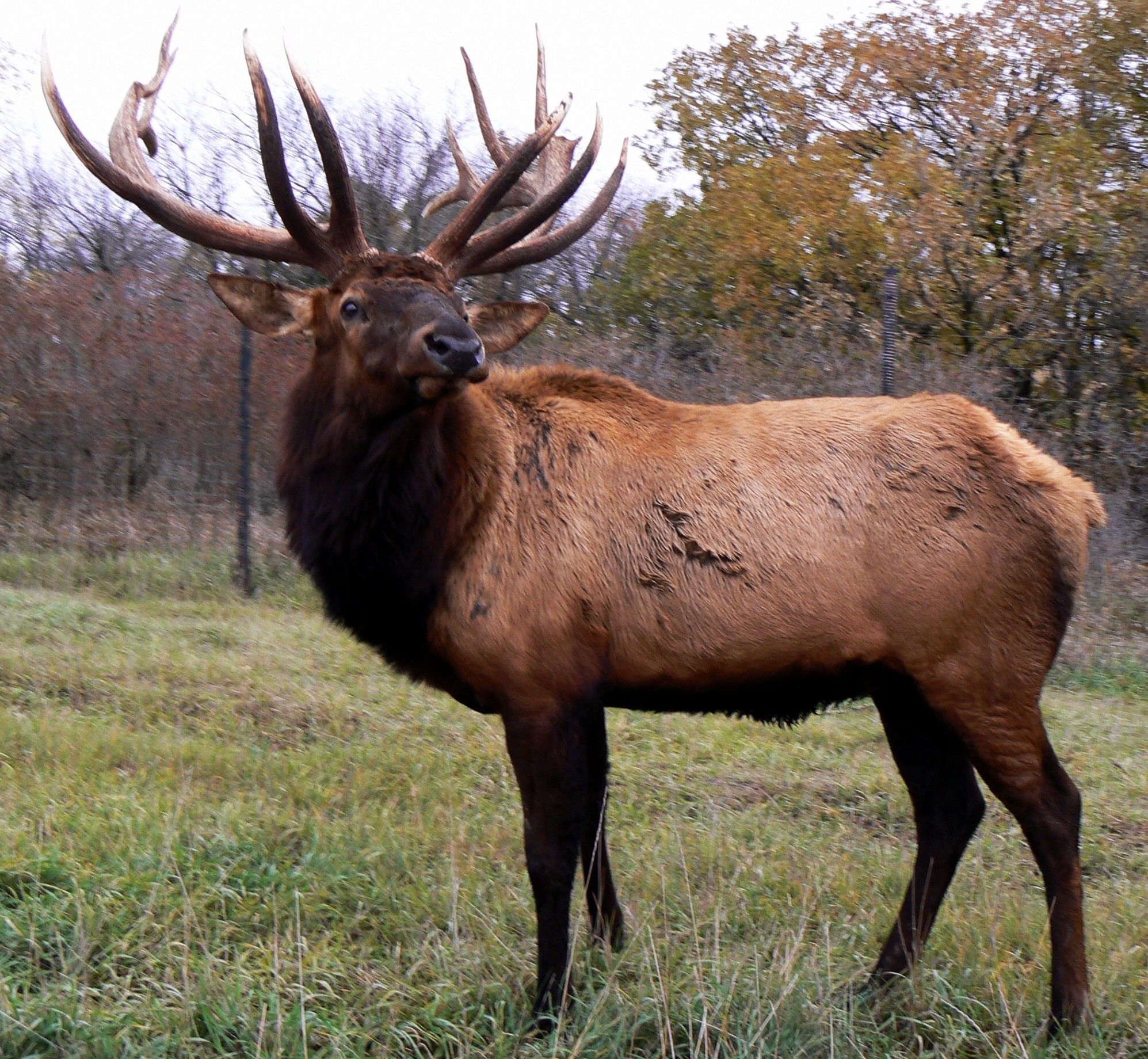
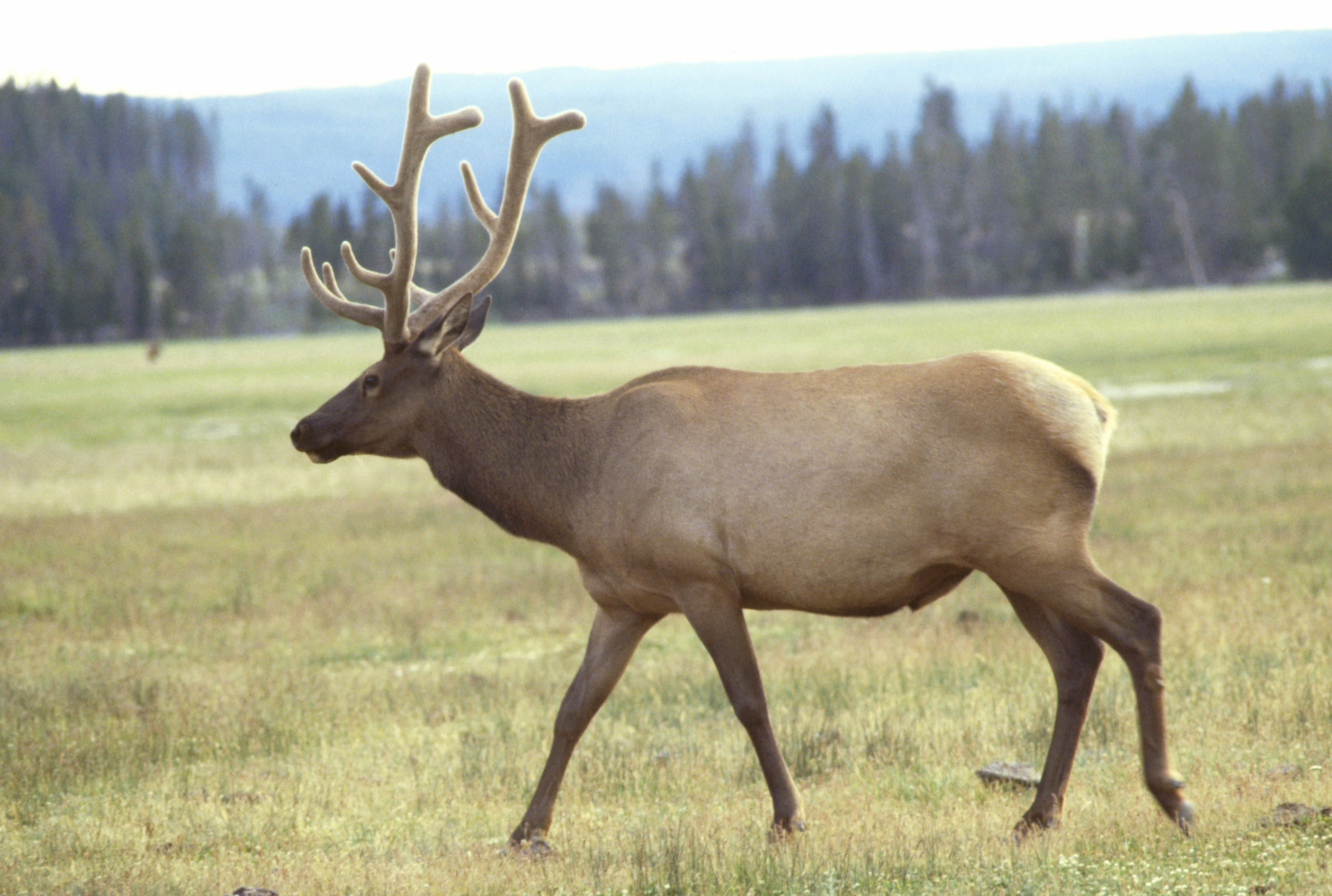
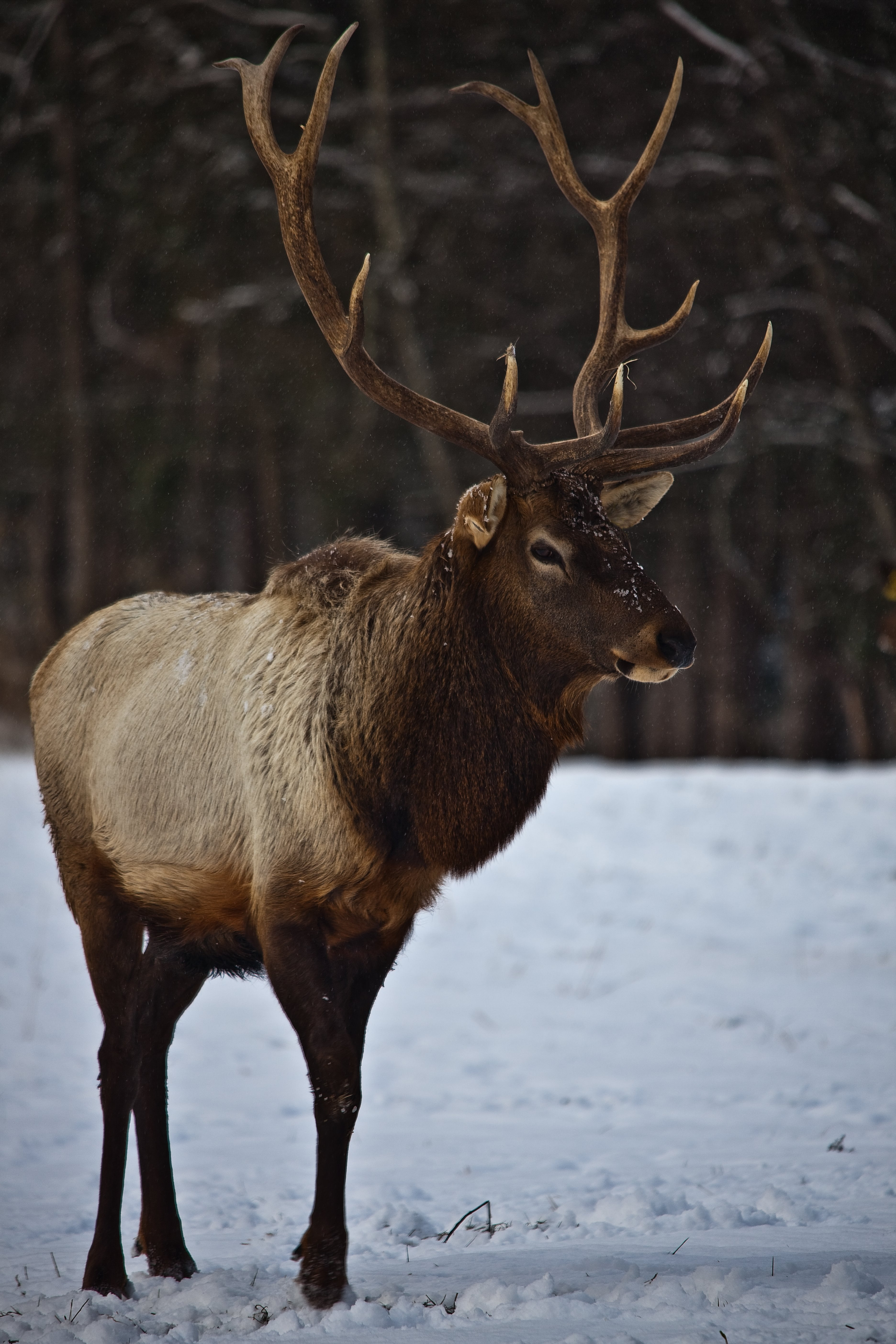
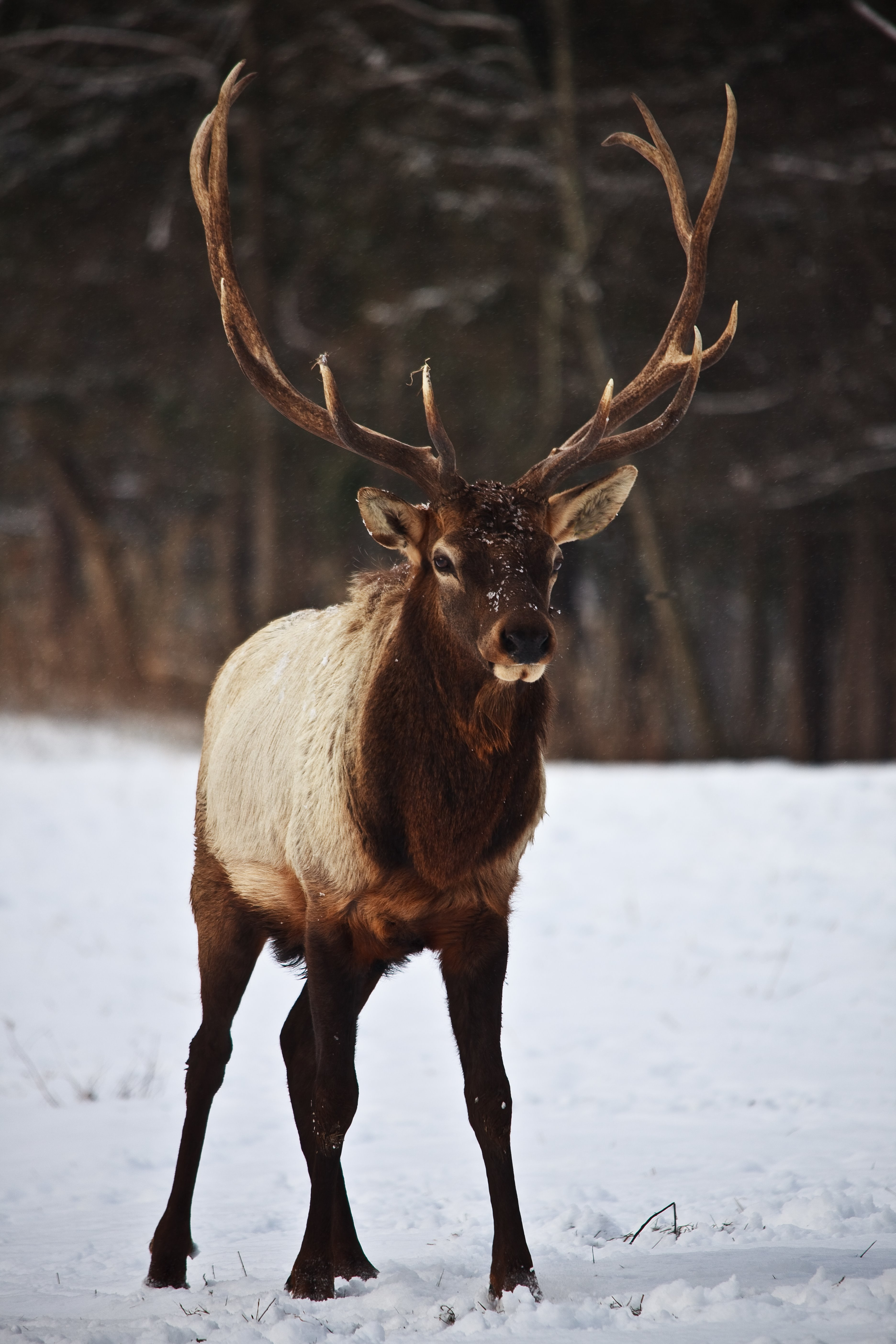
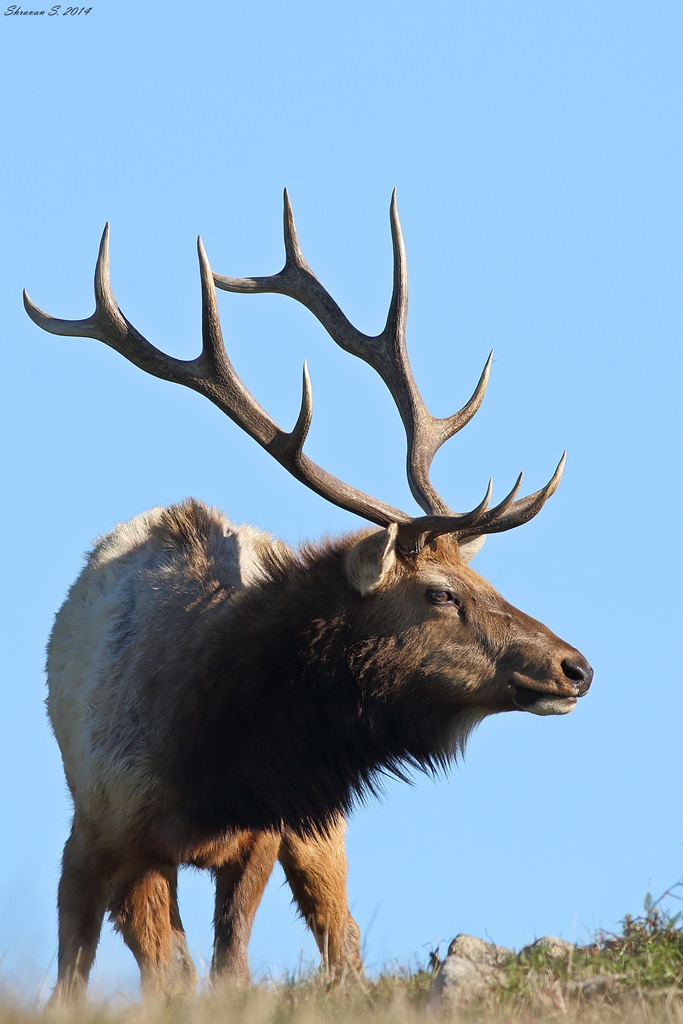
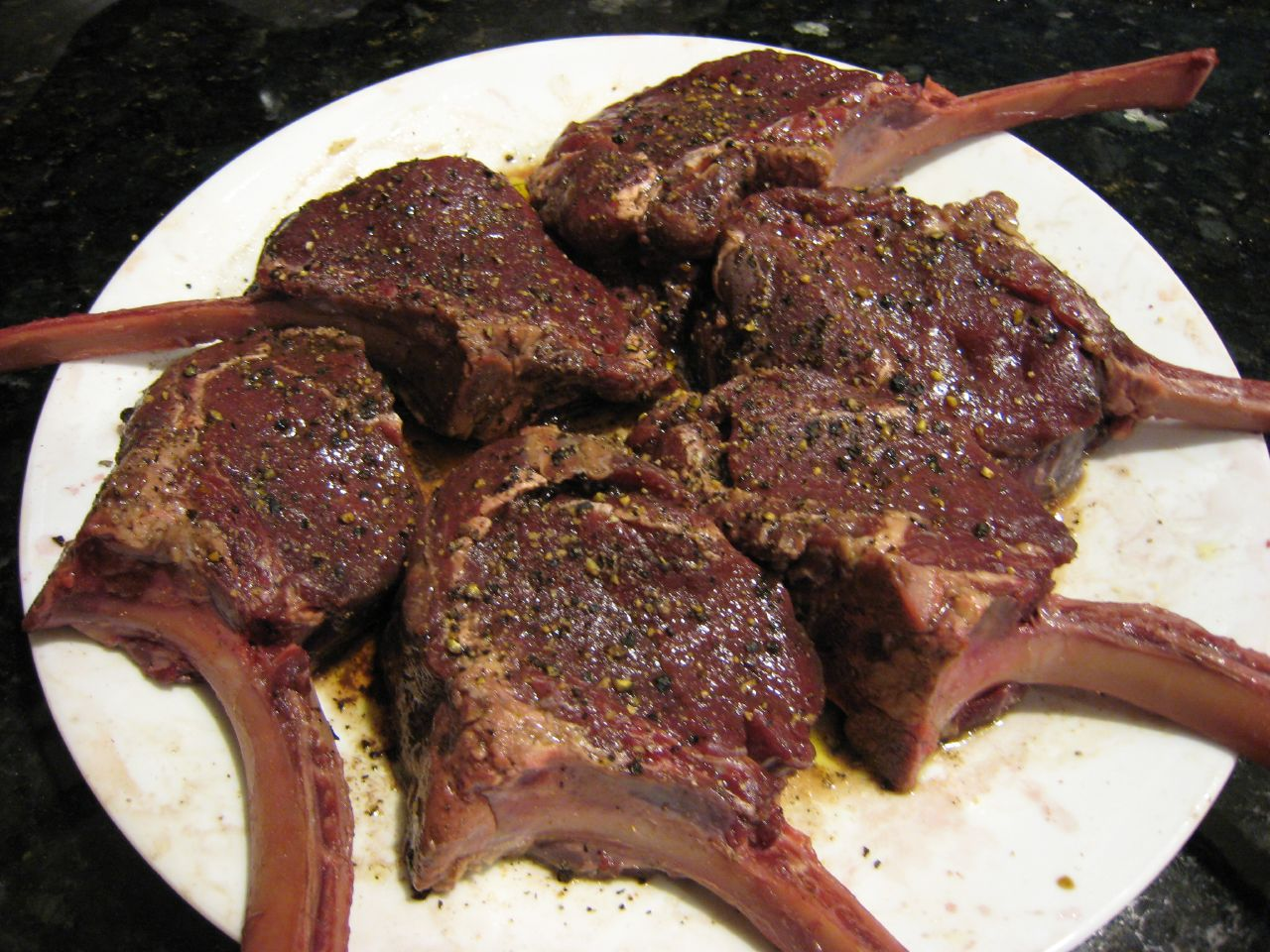